# Intergalactic Research
Intergalactic Research (Untertitel The Lost Reel Collection – Volume Two) ist ein Jazzalbum von Sun Ra. Die 1971 und 1972 entstandenen Aufnahmen erschienen auf zwei Compact Discs am 11. Dezember 2007 auf dem Label Transparency.

## Hintergrund
Intergalactic Research ist nach The Creator of the Universe (mit einem Konzertmitschnitt aus San Francisco vom 10. Juni 1971 und Sun Ras Vorlesungen an der University of California, Berkeley vom 4. Mai 1971) der zweite Teil der „Lost Reel Collection“ des Transparency-Labels von Michael Sheppard mit bislang unveröffentlichten Aufnahmen aus dem Sun Ra Archive, das von Michael D. Anderson betreut wird. Die ersten drei Titel von Intergalactic Research sind Mitschnitte aus dem Native Sun, einem Club in Berkeley, in dem Sun Ra mit seinem Arkestra auftreten konnte. Diese Aufnahmen stammen aus der Zeit nach Sun Ras ersten beiden Europareisen, bei denen 1970 die Livealben Nuits de la Fondation Maeght und It’s After the End of the World: Live at the Donaueschingen and Berlin Festivals entstanden waren. Der Diskograf Tom Lord datiert die Arkestra-Auftritte im Native Son in Berkeley auf den 19. Juni und 15. Juli 1971; die Mitschnitte der Konzerte waren für das Label Black Lion Records bestimmt, blieben jedoch unveröffentlicht. Die Sun Ra Online Discography merkte zu der Besetzung an: „Sun Ra, June Tyson, John Gilmore, Marshall Allen and others unidentified.“ Die in der neueren Literatur genannten Besetzungsangaben sind von Hartmut Geerken und Chris Trent durch Abhören erschlossen worden.
Der zweite Teil des Albums („Intergalactic Research, Location Unknown, circa 1972“ betitelt) fällt wahrscheinlich in die Zeit, als Sun Ra und sein Intergalactic Solar Arkestra Studioalben wie Soundtrack for the Film Space is the Place und Astro Black einspielten und Livemitschnitte wie Life Is Splendid (vom Ann Arbor Blues & Jazz Festival 1972) entstanden; genaue Besetzungsangaben zu diesem Material existieren laut der Sun Ra Online Discography nicht. Ebenfalls in dieser Phase wurde weiteres Material aufgenommen, was das Transparency-Label auf Live at Slug’s Saloon 2008 sowie in der dritten Folge der Lost Reel Collection (The Shadows Took Shape) 2007 veröffentlichte.
„Intergalactic Research“ ist ein voll ausgearbeitetes Werk, das niemals zuvor veröffentlicht wurde. Es gibt nur zwei weitere bekannte Aufnahmen dieses spektakulären Stücks.

## Titelliste
- Sun Ra: The Lost Reel Collection, Vol. 2: Intergalactic Research (Transparency 302)[4]

Native Son, Berkeley, CA, circa Summer 1971
1. Untitled Improvisation 10:18
2. Strange Worlds / It's After The End of the World / Outer Spaceways Incorporated / Why Go to the Moon 6:25
3. Untitled Improvisation 5:05

Intergalactic Research, Location Unknown, circa 1972
1. Moog 3:28
2. Outer Space 7:18
3. Untitled 6:51
4. Intergalactic Research 14:11

Die Kompositionen stammen von Sun Ra.

## Rezeption
„Wie ein anderer großer innovativer Jazz-Bandleader, Duke Ellington, führte der lebhafte Sun Ra eine schwindelerregende Reihe von Ensembles durch unzählige Auftritte und [Studio-]Aufnahmen, hieß es in einer Besprechung bei Allmusic, die selbst die frommsten Komplettisten entmutigen könnte, aber der Lost-Reel-Reihe gelinge es, einige großartige, zuvor unbekannte Live- und Probenbänder zu entdecken, entstanden meist an der Westküste der USA in den frühen 1970er-Jahren. Auf Intergalactic Research erlebe man Sun Ras kosmisch wirkendes Keyboardspiel in brillanter Interaktion mit dem Post-Coltrane-Wüten des Saxophonisten John Gilmore und dem „jenseitigen Soul“ der Sängerin June Tyson.“